# Kałynopil
Kałynopil (ukr. Калинопіль, w 1795–2024 Katerynopil ukr. Катеринопіль) – osiedle na Ukrainie, w obwodzie czerkaskim, w rejonie zwinogródzkim, przed 2020 siedziba władz rejonu katerynopilskiego.

## Historia
Pierwsza wzmianka o miejscowości pochodzi z 1568 (nadanie prawa magdeburskiego). Beauplan na mapie z połowy XVII wieku zaznaczył istnienie w niej kościoła.
Pod rozbiorami był siedzibą wołosci Jekatierinopol.
W 1933 roku zaczęto wydawać gazetę.
Status osiedla typu miejskiego od 1965.
W 1989 liczyło 7107 mieszkańców.
W 2001 liczyło 6336 mieszkańców.
W 2013 liczyło 5719 mieszkańców.